# Lijst van Miss Belgium Earth-winnaressen
Dit is een lijst van Miss Belgium Earth-winnaressen van de Miss Belgium Earth-verkiezing dat sinds 2002 gehouden wordt.
- 2024 - Elizabeth Victoria Raska
- 2023 - Jolien Pede - Top 20 Miss Earth 2023
- 2022 - Daphne Nivelles - Top 8 Miss Earth 2022
- 2021 - Selena Ali - Top 20 Miss Earth 2021
- 2020 - Kimbery Bosman
- 2019 - Caro Van Gorp
- 2018 - Faye Bulcke
- 2017 - Lauralyn Vermeersch
- 2016 - Fenne Verrecas
- 2015 - Elizabeth Dwomoh
- 2014 - Emily Vanhoutte
- 2013 - Kristina Johanna Maria De Munter
- 2012 - Madina Hamidi
- 2011 - Aline Jacqueline Decock
- 2010 - Melissa Vingerhoed
- 2009 - Isabel van Hoof
- 2008 - Debby Gommeren (Zij verving Barbara vanden Bussche op de Miss Earth pageant)
- 2008 - Barbara vanden Bussche, Miss Benelux 2008
- 2007 - Melissa Cardaci
- 2006 - Isabelle Cornelis
- 2005 - Isabel van Rompaey
- 2004 - Ruchika Sharma
- 2003 - Sofie Ydens
- 2002 - Stéphanie Moreel